# 전망대

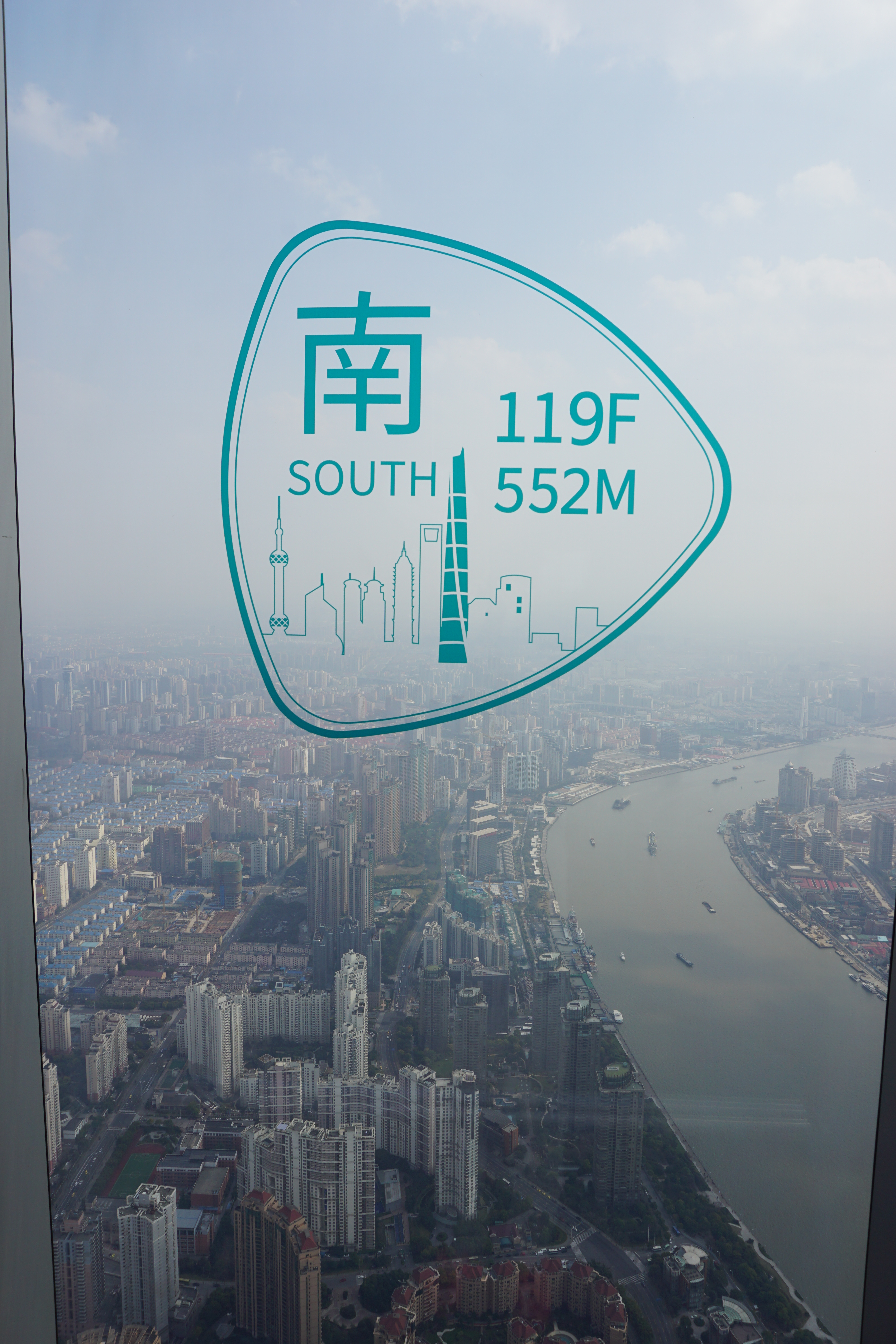
전망대에서 바라본 상하이 타워다.

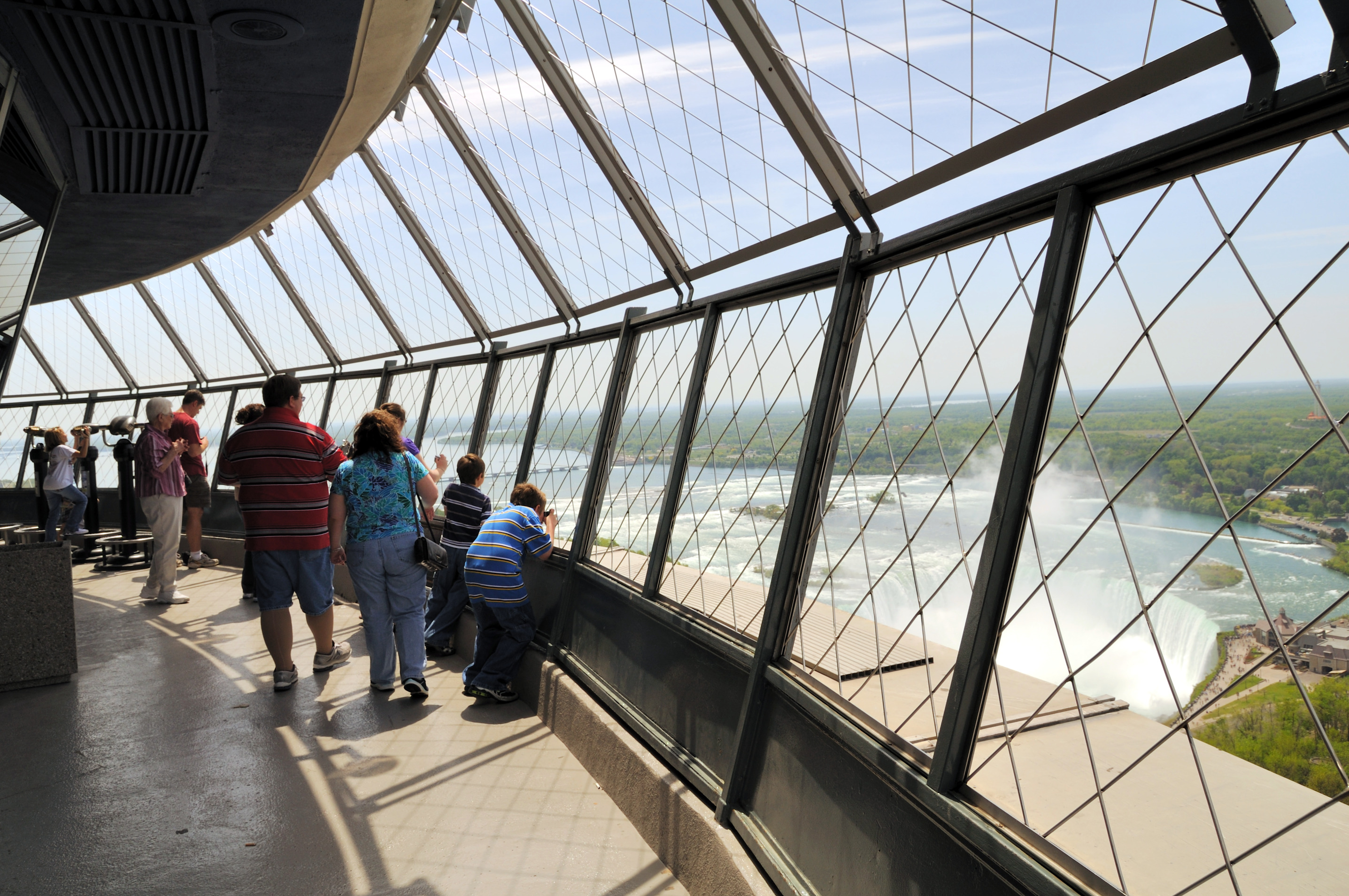
나이아가라 폭포가 내려다 보이는 스카일런 타워 전망대 방문객이다.

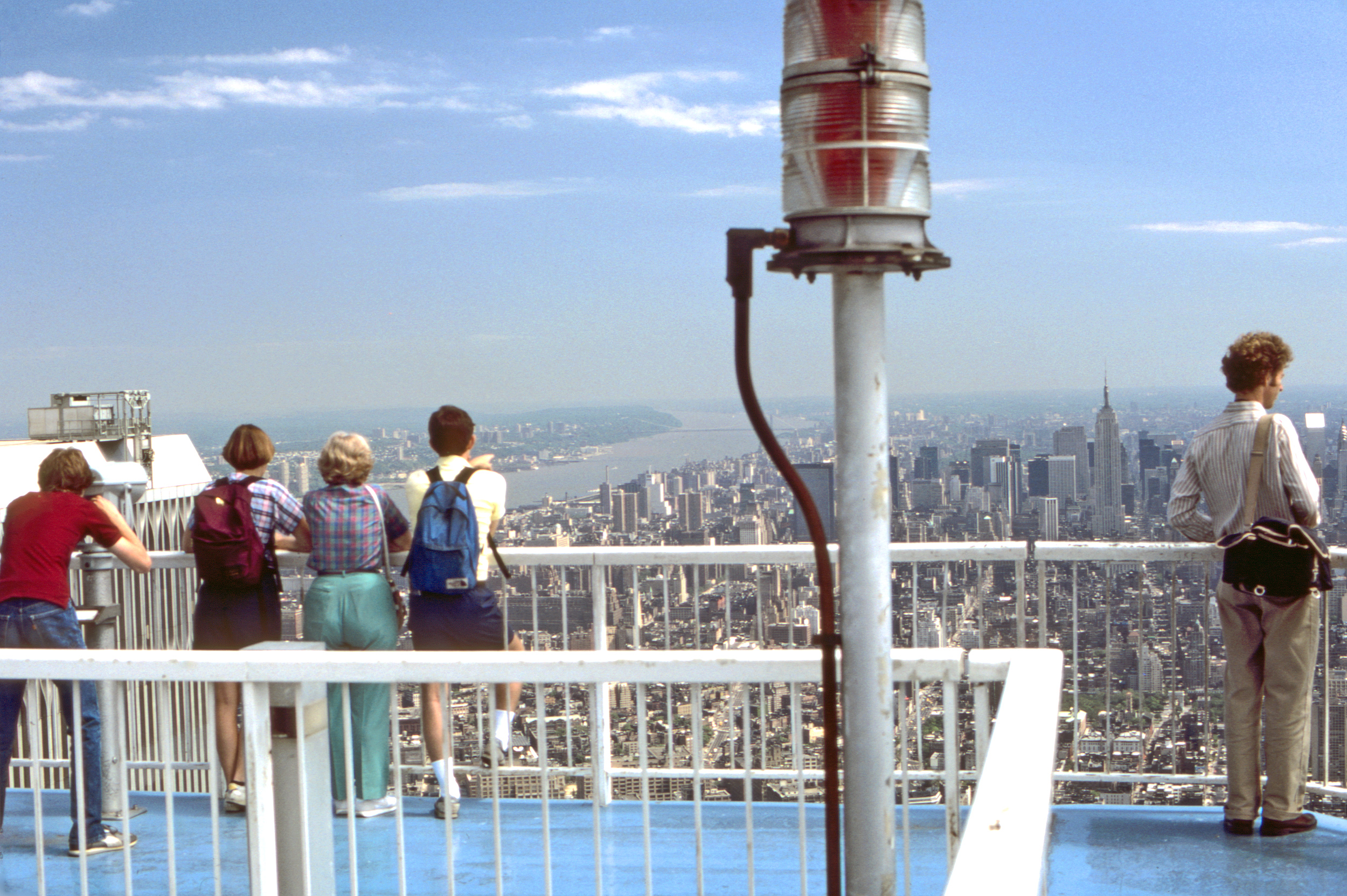
1984년 6월 원래 2 월드 트레이드 센터의 전망대다. 맨해튼 미드 타운이 멀리 있다.

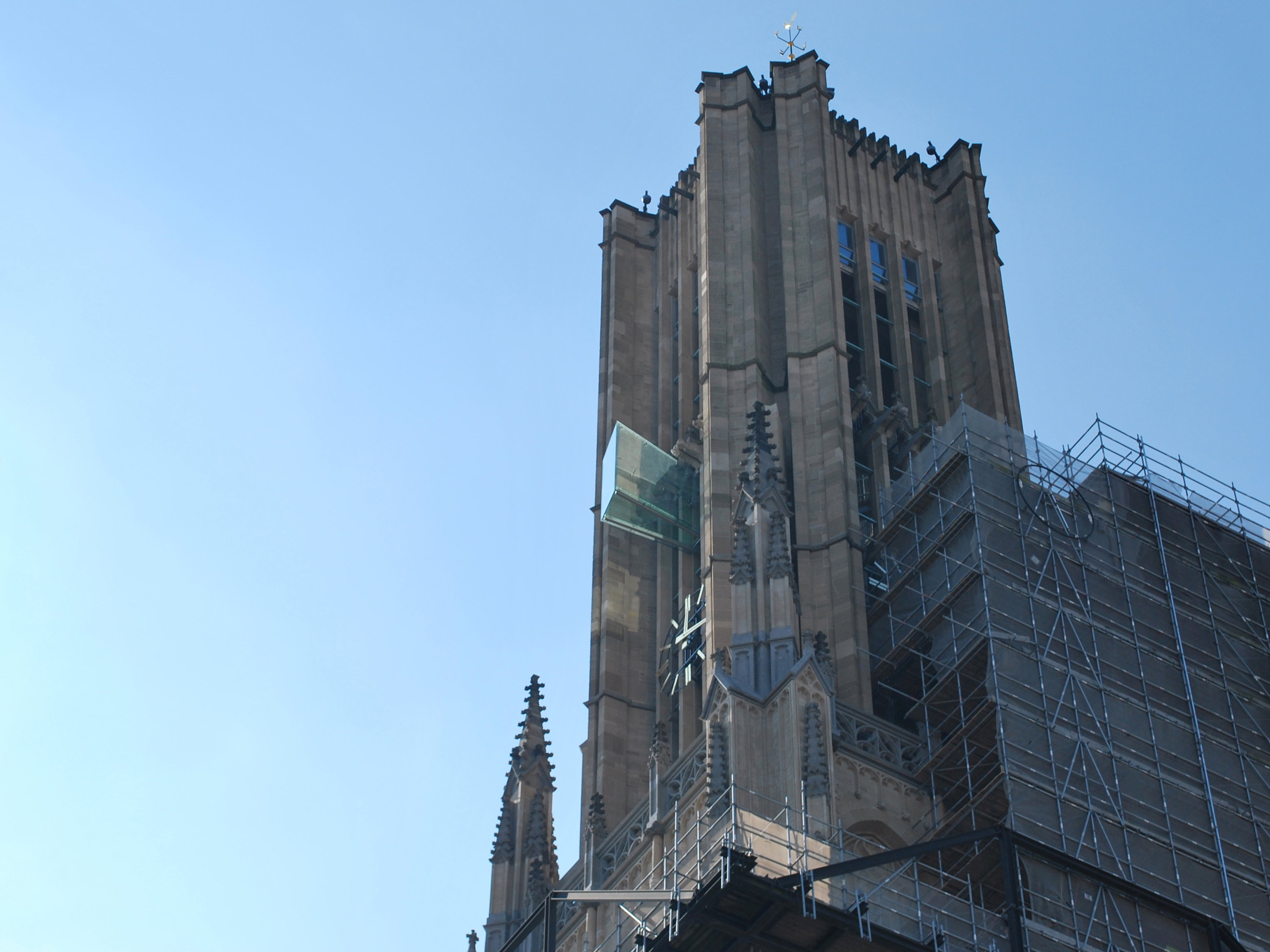
네덜란드 아른헴의 세인트 유세비우스 교회에 부착 된 유리 발코니다.

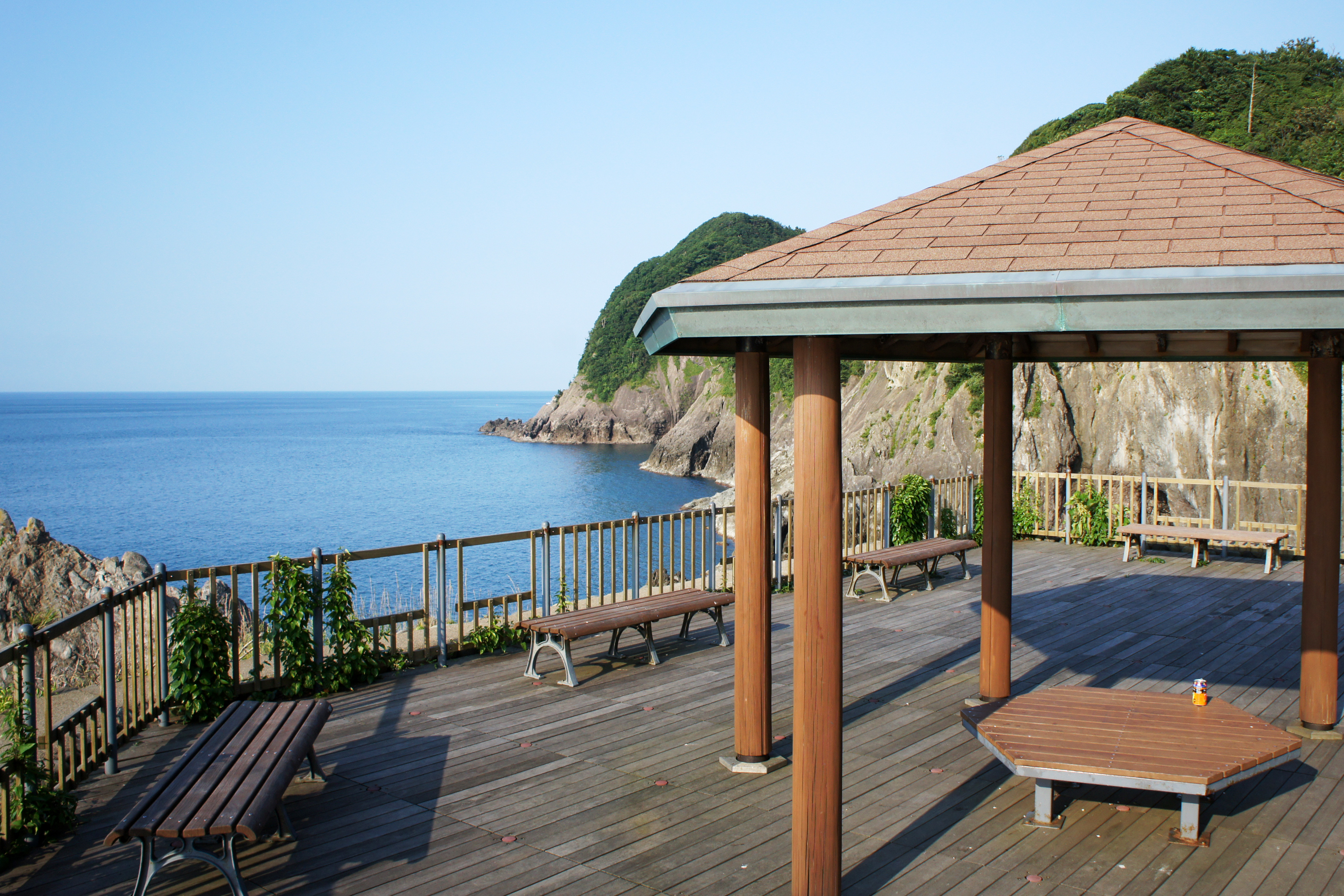
오오비키노하나 전망대다.

전망대(展望臺)는 높은 곳에서 경관을 보는 곳이다. 관광 일반적으로 A와 같은 키가 큰 건축 구조에 위치하고 플랫폼 마천루 또는 전망대다. 관측 용 데크는 때때로 많은 날씨가 많은 마천루 갑판처럼 둘러싸여 있으며 멀리있는 모습을 볼 수 있는 동전으로 작동하는 망원경을 포함할 수 있다.

## 개요
전망대는 야외의 경우 실내의 경우가 있다. 전망대에 들어가는 유료와 무료의 경우가 있다. 전망대는 거기에서 바라 보는 경치를 간판 모양으로 그려 지물의 명칭을 쓴 것이나, 유료 내지 무료 망원경이 설치되어 있는 경우도 있다. 실내 전망대이며, 건물의 외주부가 천천히 회전하는 회전 전망대가 있다.
폭포 건너편에서 폭포를 보는 전망대도 있어, 관폭대라고 부른다.

## 공공 전망대 목록
인간이 만든 구조물에 위치한 주목할만한 공공 관측용 데크는 다음과 같다:
| 순위 | 이름                    | 완공 연도 | 유형          | 위치     | 갑판 높이 (m) | 총 높이 (m) | 비고                                                                                                  |
| ---- | ----------------------- | --------- | ------------- | -------- | ------------- | ----------- | --- |
| 1    | 상하이 타워             | 2015      | 마천루        | 상하이   | 583           | 632         | 126층, 118, 119, 125층 갑판                                                                           |
| 2    | 부르즈 할리파           | 2010      | 마천루        | 두바이   | 555           | 829.8       | 148층 (2014년 10월 개장) 갑판도 124층에 있다.                                                         |
| 3    | 광저우 타워             | 2010      | 스틸 타워     | 광저우   | 488           | 604         | |
| 4    | 롯데월드타워            | 2017      | 마천루        | 서울     | 486           | 555         | |
| 5    | 상하이 세계금융센터     | 2008      | 마천루        | 상하이   | 474           | 492.3       | 100층, 레벨 94 및 97의 데크                                                                           |
| 6    | 도쿄 스카이트리         | 2012      | 스틸 타워     | 도쿄     | 451.2         | 634         | 340m, 345m, 350m에 3개의 추가적인 관측용 데크                                                         |
| 7    | CN 타워                 | 1976      | 콘크리트 타워 | 토론토   | 446.7         | 553.3       | 342m (실외) 및 346m (실내)의 두 개의 추가 관측용 데크.                                                |
| 8    | 윌리스 타워             | 1974      | 마천루        | 시카고   | 412.7         | 527.3       | 103층, 그것은 미국에서 가장 높은 전망대다.                                                            |
| 9    | 스카이100, 국제상업센터 | 2011      | 마천루        | 홍콩     | 393           | 484         | 100층 360도 실내 전망대로 홍콩에서 가장 높은 전망대다.                                                |
| 10   | 타이베이 101            | 2004      | 마천루        | 타이베이 | 391.6         | 509.2       | 91층의 실외 전망대는 전 세계에서 가장 높은 실외 전망대다. 89층 실내 전망대는 383.2 미터 (1,257 ft)다. |

## 같이 보기
- 대관람차